# Kreuzstraße (München)
Die Kreuzstraße in München liegt in der Altstadt und verläuft von der Herzog-Wilhelm-Straße bis zur Damenstiftstraße.

## Geschichte
Die Kreuzstraße führte einst neben dem Sendlinger Tor bogenförmig von der Sendlinger Straße zur Josephspitalstraße und Brunnstraße. Die Kreuzstraße hieß einst Schmalzgasse, ihr südlichster Teil zuletzt auch Schulplatz, nach einem Gebäude, welches eine Volksschule beherbergte. Den  rechtwinkligen Schnittpunkt der Straßen nannte man wegen der Straßenkreuzung „Am oberen Kreuze“, auch Berger-Kreuz-Straße. Dies zur Unterscheidung mit der Kreuzgasse, dem heutigen Promenadeplatz, der  auch „Am unteren Kreuze“ genannt wurde. 1478 entstand „Am Kreuze“ ein kleiner zweiter Friedhof der Peterspfarrei, die im Mittelalter das Angerviertel umfasste. Fast gleichzeitig entstand die Sankt Peters-Gottesackerkirche, später Allerheiligenkirche am Kreuz, die heutige Allerheiligenkirche am Kreuz.

## Lage
Die Kreuzstraße verläuft von der Herzog-Wilhelm-Straße, wo sich ihre Ost- und Westseite am südlichen Ende wieder vereinigt, bis zur Damenstiftstraße, wo sie die Josephspitalstraße und die Brunnstraße kreuzt. In südöstlicher Richtung geht eine Fußgängerpassage zu den Asamhöfen ab, die eine Verbindung zur Sendlinger Straße bildet.

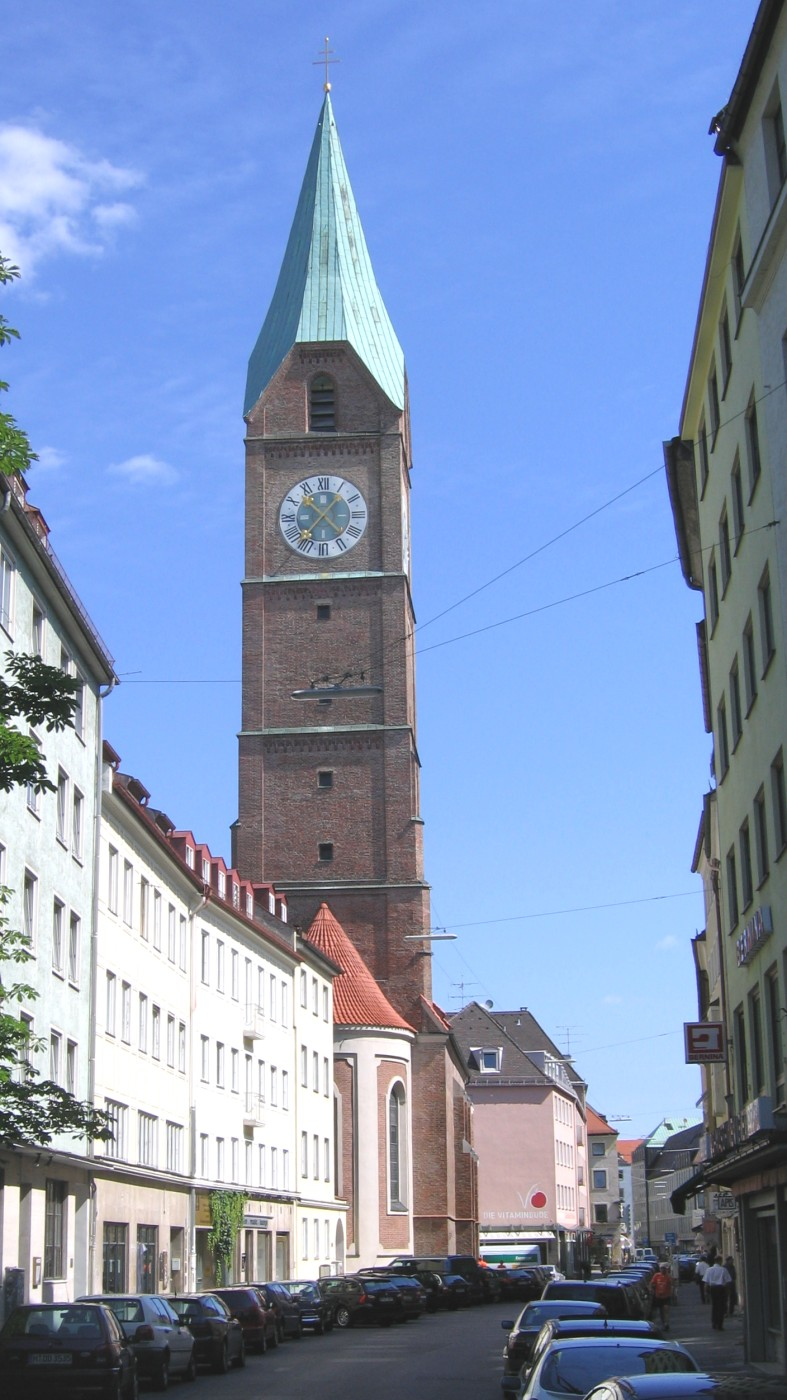
Kreuzstraße mit der Allerheiligenkirche am Kreuz, erbaut von Jörg von Halspach, eingeweiht 1485
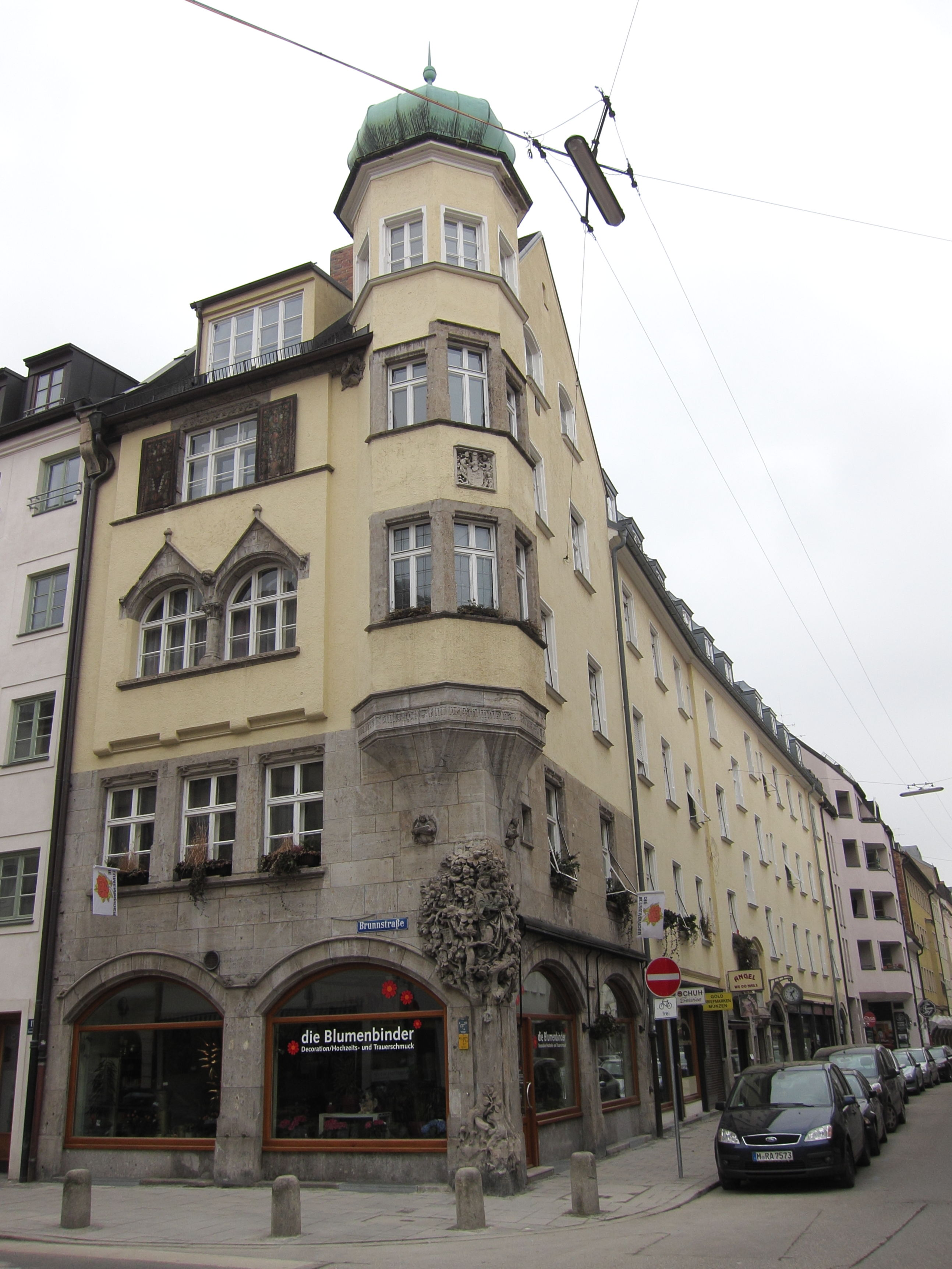
Kreuzstraße 1, Ecke Brunnstraße, Roiger-Haus von Max Ostenrieder
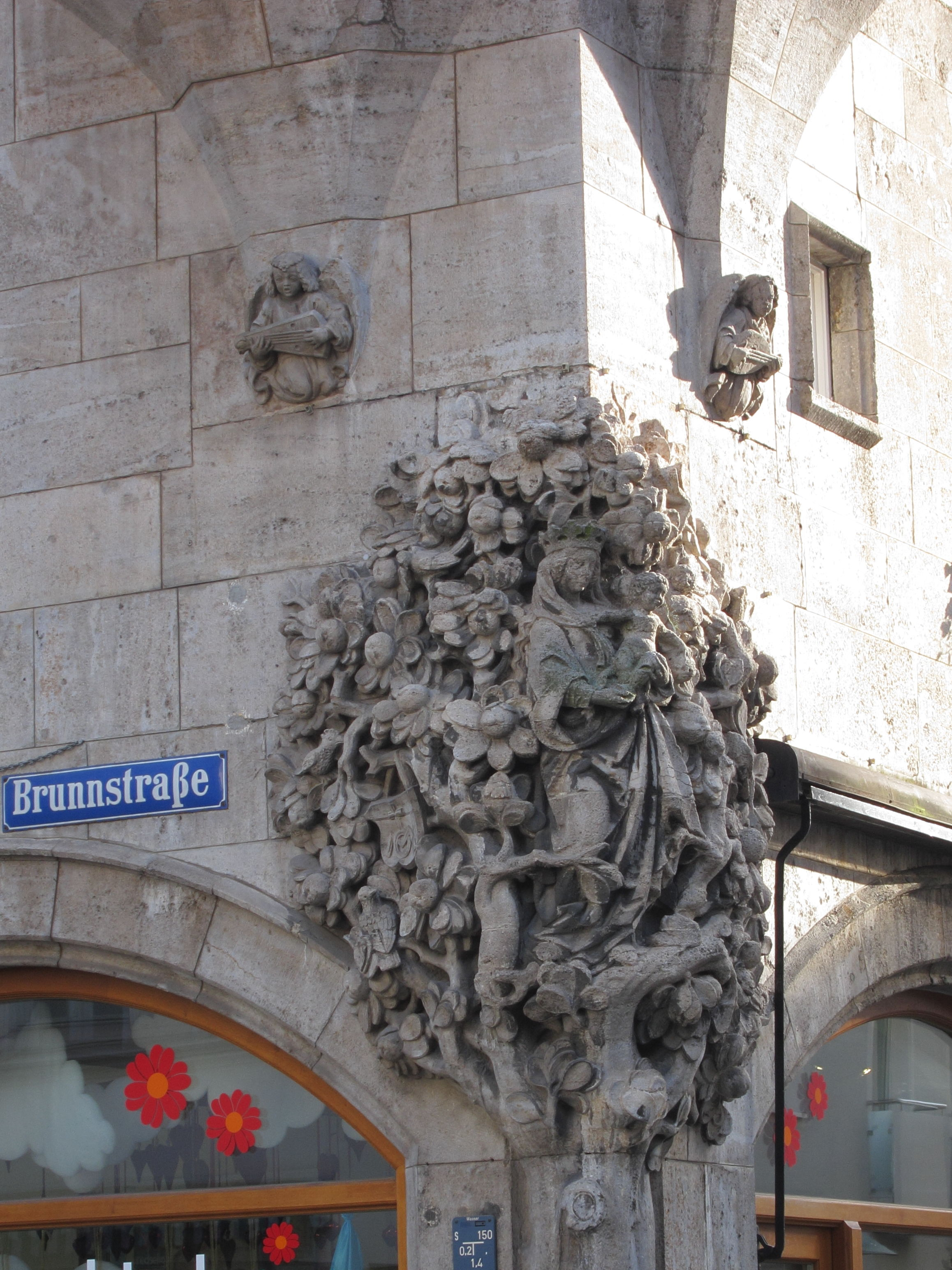
Madonna im Birnbaum am Haus Roiger, Relief von Anton Pruska, Jugendstilversion des Wurzel-Jesse-Themas
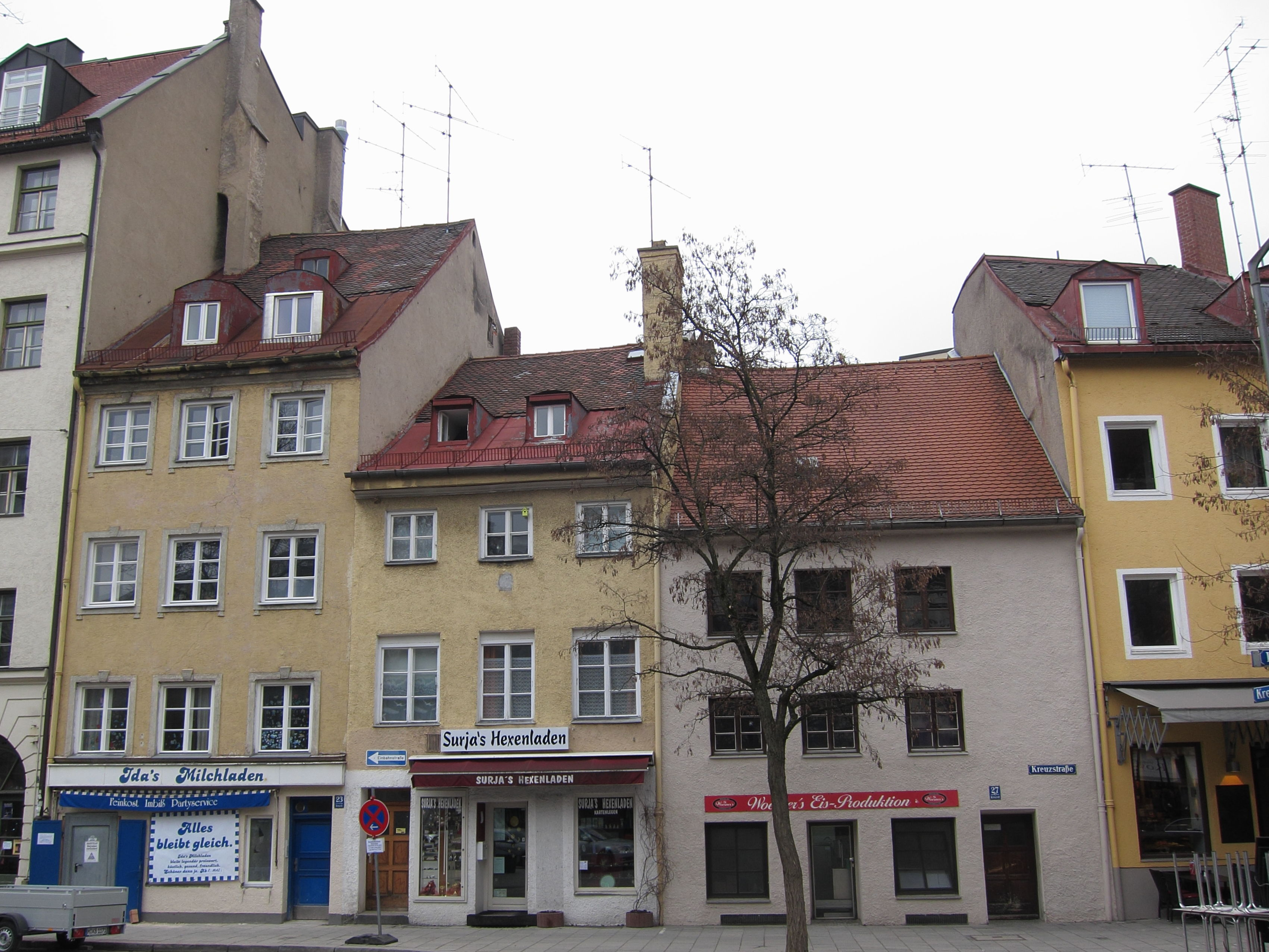
Kreuzstraße 23–27
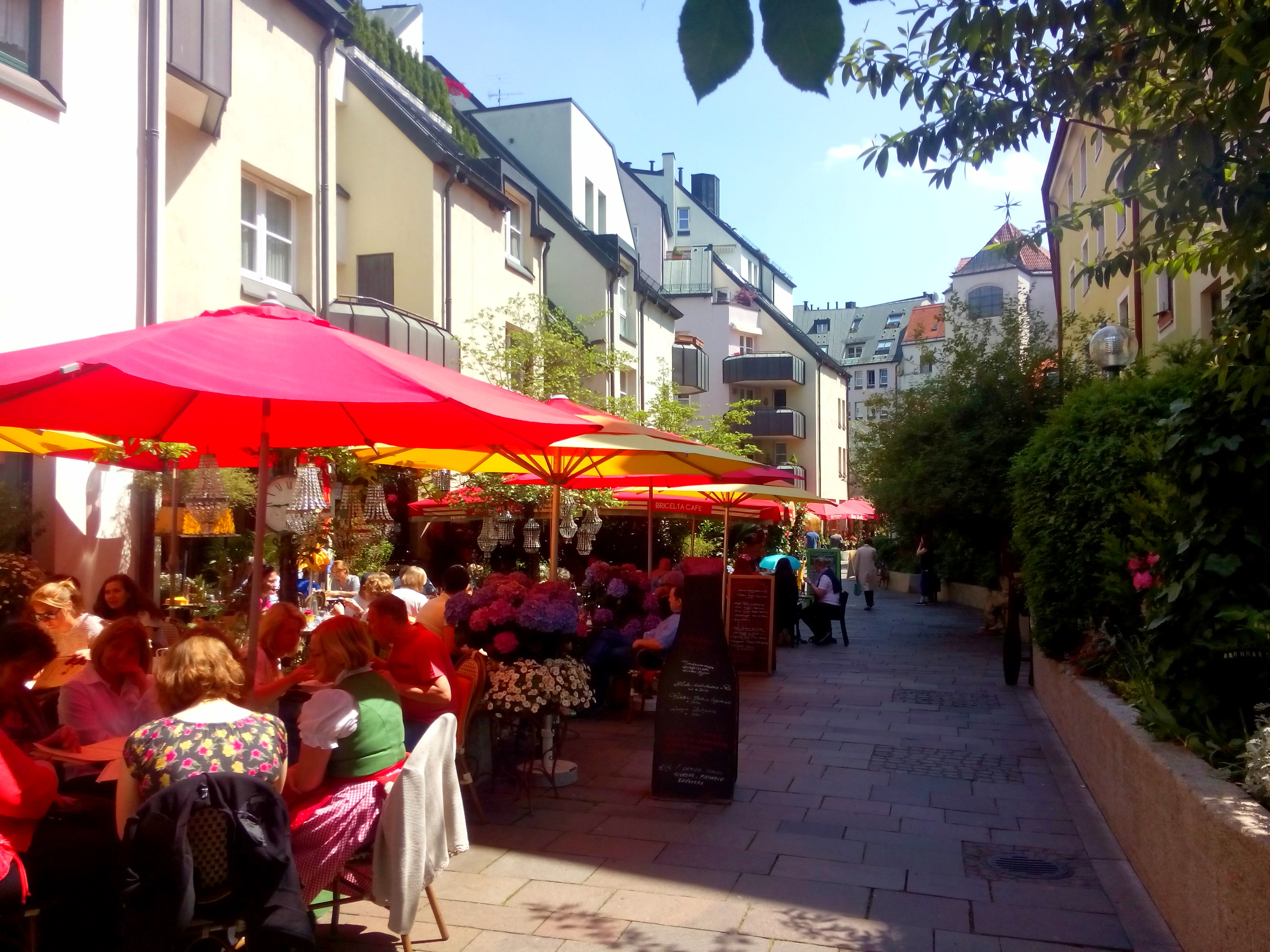
Asamhof mit Blick zur Kreuzstraße
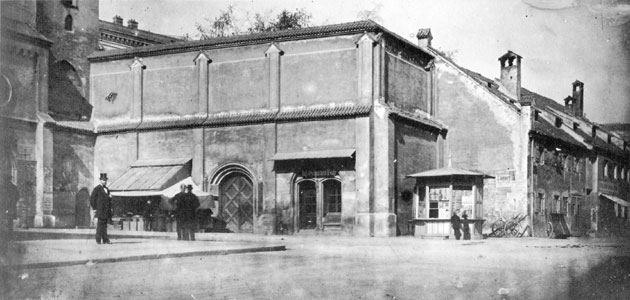
Die Kreuzstraße 1880, damals rechts vom Sendlinger Tor abbiegend
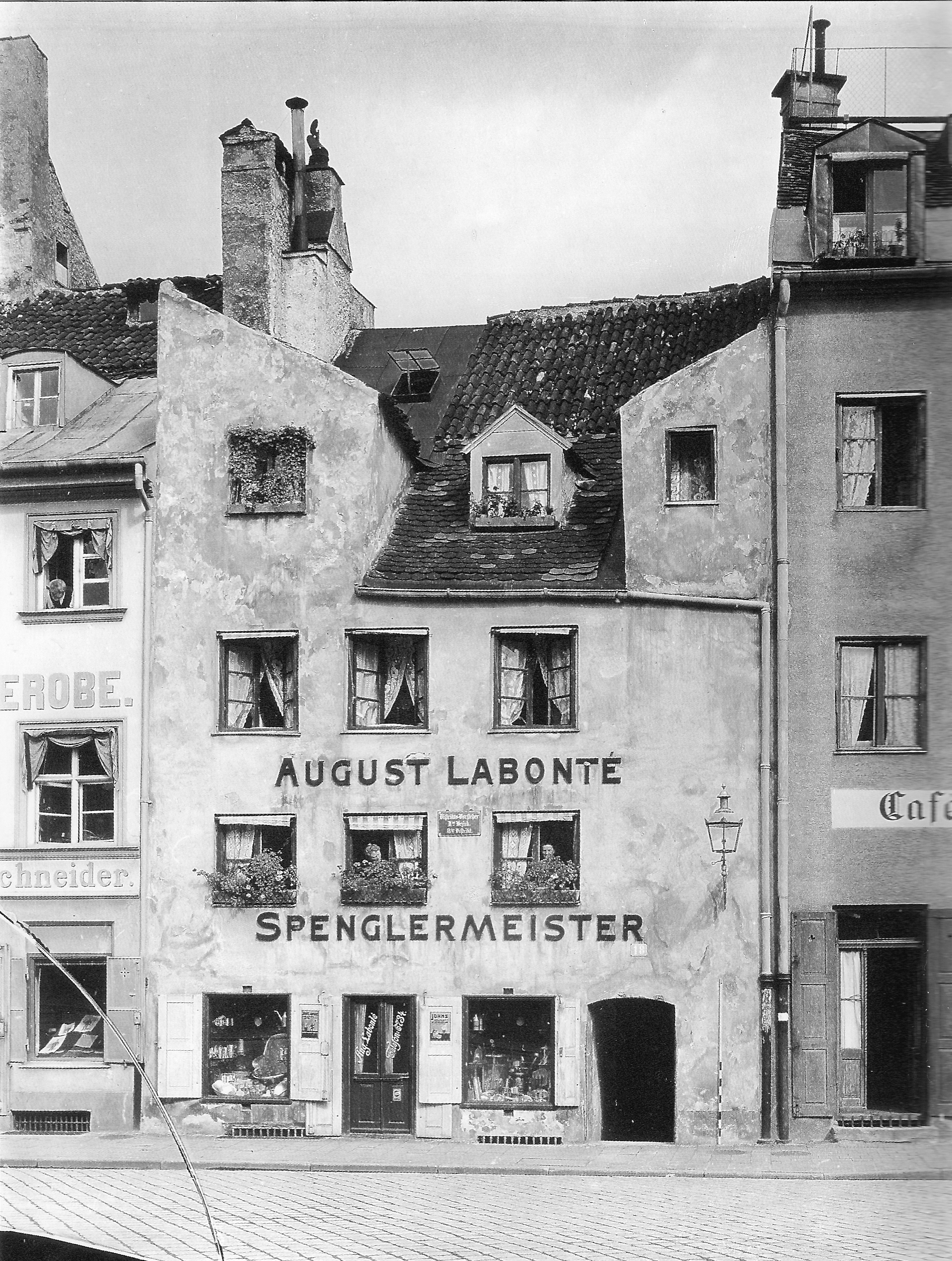
Kreuzstrasse 18 (ca. 1910)
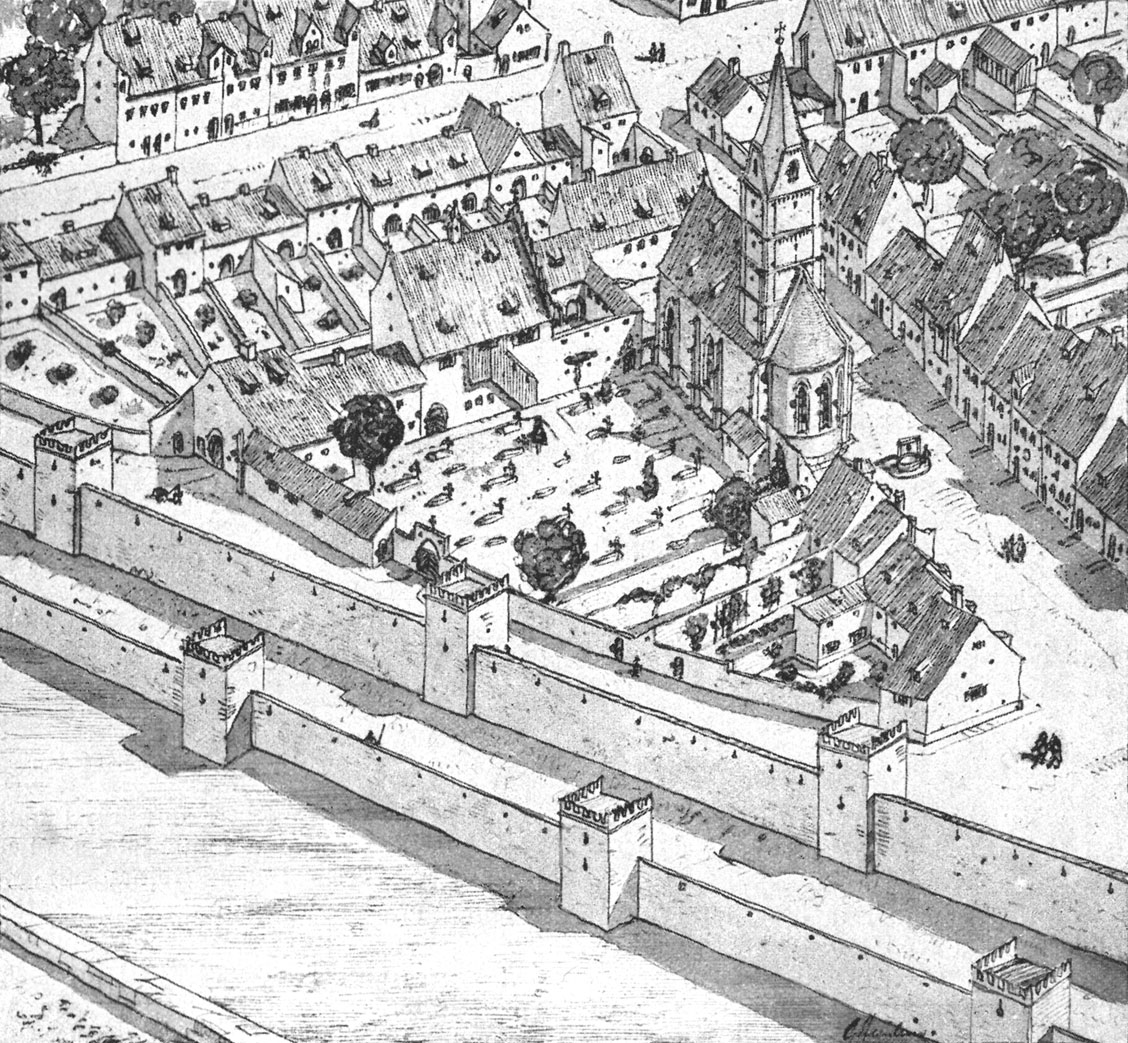
Die Kreuzstraße mit der Allerheiligenkirche am Kreuz, historische Ansicht von Steinlein